# Al Harrington
Albert Harrington, detto Al (Orange, 17 febbraio 1980), è un ex cestista statunitense.

## Caratteristiche tecniche
Alto 206 centimetri per 113 chilogrammi, era un'ala grande dotata di buona abilità al rimbalzo e nel tiro da due e da tre.

## Carriera
A soli 18 anni, viene scelto come 25º al draft NBA 1998 dai Pacers, con cui trascorre sei stagioni, principalmente partendo dalla panchina. Harrington inizia a farsi notare intorno alla stagione 2001-02, grazie a 13 punti e 6,3 rimbalzi; in quella stessa stagione soffre il suo primo infortunio serio, che non gli ha permesso di giocare le ultime 38 partite della stagione.
Fece il suo ritorno prima della stagione 2002-03, nella quale fu l'unico Pacer a giocare ognuna delle 82 partite della stagione. Le statistiche da lui accumulate riportano 12,2 punti, 6 rimbalzi di media, in virtù di 37 partite in quintetto. La stagione successiva lo vide aumentare la sua prolificità (13,3 punti), permettendogli di candidarsi come sesto uomo dell'anno, arrivando secondo in questa classifica. È stato parte dei Pacers partecipanti ai play-off dal 2000.

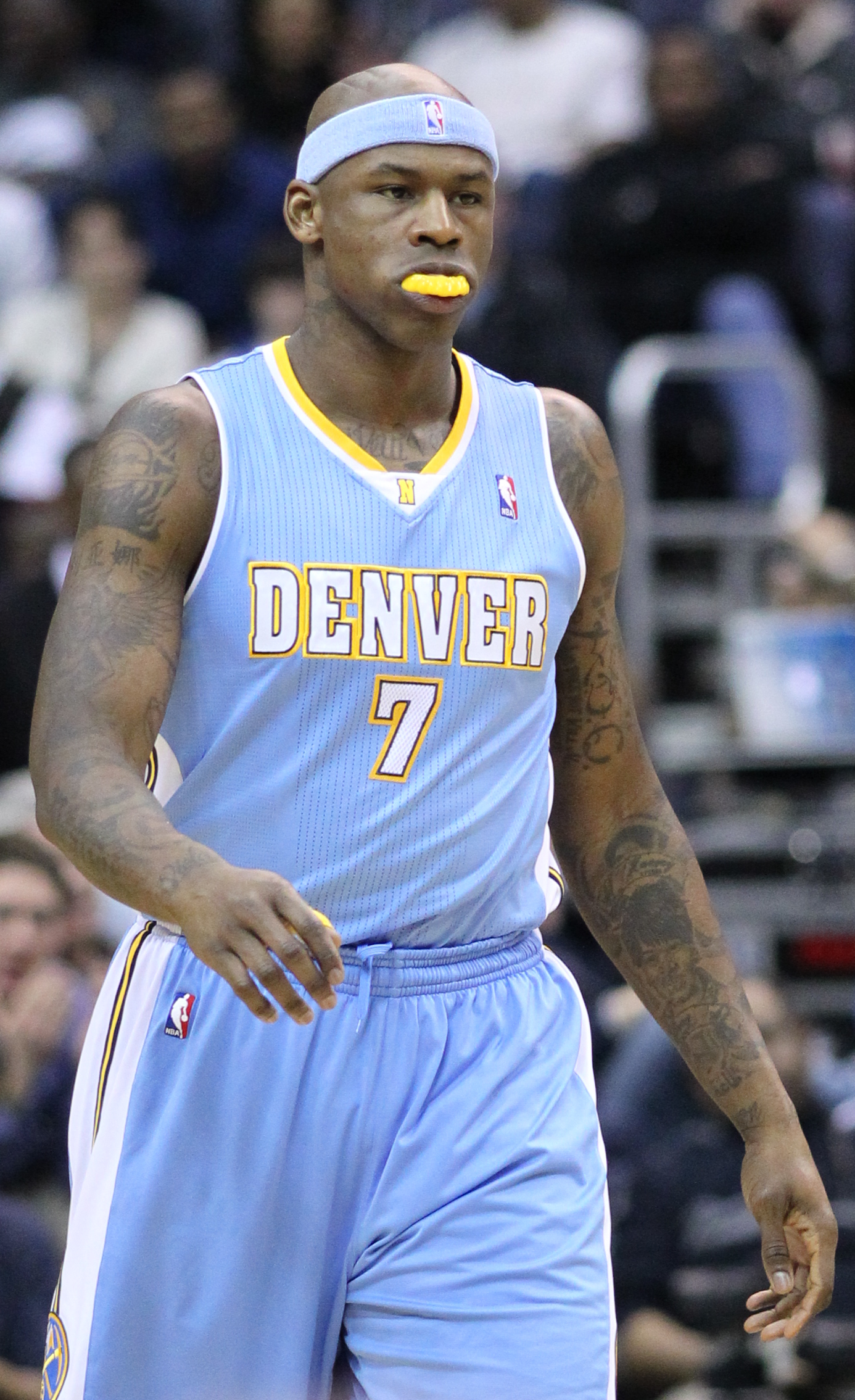
Harrington con la casacca dei Denver Nuggets

Il 15 luglio 2004, dopo che erano iniziate a circolare voci sull'infelicità di Harrington nel partire dalla panchina dietro Ron Artest e Jermaine O'Neal, rientrò nell'ambito di uno scambio con gli Atlanta Hawks, che portò Al in Georgia e Stephen Jackson ad Indianapolis. In tal modo, divenne finalmente titolare, ma gli Hawks non ebbero tanto successo quanto ne ebbero i Pacers dopo la sua partenza.
Dopo la stagione 2005-06 divenne un free agent. Vicino ad un ritorno agli Indiana Pacers, licenziò il suo agente, il quale non gli aveva garantito che il trasferimento sarebbe stato completato. In seguito, il 22 agosto, il suo ritorno da Pacer divenne realtà, vestendo la canottiera nº 32, visto che la sua maglia preferita, la nº 3, era occupata da Šarūnas Jasikevičius.
Il 17 gennaio 2007, cambia maglia, andando ad indossare quella dei Golden State Warriors assieme ai compagni di squadra Stephen Jackson, Šarūnas Jasikevičius e Josh Powell; processo opposto per Mike Dunleavy, Keith McLeod, Troy Murphy ed Ike Diogu.
Il 21 novembre 2008 viene scambiato con i New York Knicks in cambio di Jamal Crawford.
Il 14 luglio 2010 firma un quinquennale con i Denver Nuggets da 34 milioni di dollari.
Il 10 agosto 2012 passa agli Orlando Magic nel complesso affare che porta Dwight Howard ai Los Angeles Lakers.
Il 2 agosto 2013 viene tagliato dai Magic.
Il 14 agosto 2013 viene ingaggiato dai Washington Wizards.
Il 18 marzo 2015 annuncia il ritiro ufficiale dall'attività agonistica. Il 28 ottobre seguente, però, torna a giocare, firmando un contratto mensile con i Sydney Kings per sostituire l'infortunato Josh Childress, suo compagno di squadra agli Atlanta Hawks nelle stagioni 2004-05 e 2005-06.

## Statistiche

### NBA

#### Regular Season
| Anno      | Squadra        | PG  | PT  | MP   | TC%  | 3P%  | TL%  | RP  | AP  | PRP | SP  | PP   |
| --------- | -------------- | --- | --- | ---- | ---- | ---- | ---- | --- | --- | --- | --- | ---- |
| 1998-1999 | Indiana Pacers | 21  | 0   | 7,6  | 32,1 | 0,0  | 60,0 | 1,9 | 0,2 | 0,2 | 0,1 | 2,1  |
| 1999-2000 | Indiana Pacers | 50  | 0   | 17,1 | 45,8 | 23,5 | 70,3 | 3,2 | 0,8 | 0,5 | 0,2 | 6,6  |
| 2000-2001 | Indiana Pacers | 78  | 38  | 24,3 | 44,4 | 14,3 | 65,6 | 4,9 | 1,7 | 0,8 | 0,2 | 7,5  |
| 2001-2002 | Indiana Pacers | 44  | 1   | 29,8 | 47,5 | 33,3 | 79,9 | 6,3 | 1,2 | 0,9 | 0,5 | 13,1 |
| 2002-2003 | Indiana Pacers | 82  | 37  | 30,1 | 43,4 | 28,3 | 77,0 | 6,2 | 1,5 | 0,9 | 0,4 | 12,2 |
| 2003-2004 | Indiana Pacers | 79  | 15  | 30,9 | 46,3 | 27,3 | 73,4 | 6,4 | 1,7 | 1,0 | 0,3 | 13,3 |
| 2004-2005 | Atlanta Hawks  | 66  | 66  | 38,6 | 45,9 | 21,6 | 67,2 | 7,0 | 3,2 | 1,3 | 0,2 | 17,5 |
| 2005-2006 | Atlanta Hawks  | 76  | 76  | 36,6 | 45,2 | 34,6 | 69,4 | 6,9 | 3,1 | 1,1 | 0,2 | 18,6 |
| 2006-2007 | Atlanta Hawks  | 36  | 36  | 33,6 | 45,8 | 45,8 | 71,3 | 6,3 | 1,4 | 0,7 | 0,3 | 15,9 |
| 2006-2007 | G.S. Warriors  | 42  | 42  | 32,3 | 45,6 | 41,7 | 68,1 | 6,4 | 2,3 | 1,0 | 0,3 | 17,0 |
| 2007-2008 | G.S. Warriors  | 81  | 59  | 27,0 | 43,4 | 37,5 | 77,4 | 5,4 | 1,6 | 0,9 | 0,2 | 13,6 |
| 2008-2009 | G.S. Warriors  | 5   | 5   | 33,2 | 32,9 | 39,3 | 50,0 | 5,6 | 2,0 | 1,4 | 0,0 | 12,4 |
| 2008-2009 | N.Y. Knicks    | 68  | 51  | 35,0 | 44,6 | 36,2 | 80,4 | 6,3 | 1,4 | 1,2 | 0,3 | 20,7 |
| 2009-2010 | N.Y. Knicks    | 72  | 15  | 30,5 | 43,5 | 34,2 | 75,7 | 5,6 | 1,5 | 0,9 | 0,4 | 17,7 |
| 2010-2011 | Denver Nuggets | 73  | 3   | 22,8 | 41,6 | 35,7 | 73,5 | 4,5 | 1,4 | 0,5 | 0,1 | 10,5 |
| 2011-2012 | Denver Nuggets | 64  | 1   | 27,5 | 44,6 | 33,3 | 67,6 | 6,1 | 1,4 | 0,9 | 0,2 | 14,2 |
| 2012-2013 | Orlando Magic  | 10  | 0   | 11,9 | 35,1 | 26,7 | 75,0 | 2,7 | 1,0 | 0,4 | 0,1 | 5,1  |
| 2013-2014 | Wash. Wizards  | 34  | 0   | 15,0 | 39,6 | 34,0 | 77,1 | 2,4 | 0,8 | 0,4 | 0,0 | 6,6  |
| Carriera  | Carriera       | 981 | 445 | 28,6 | 44,4 | 35,2 | 72,7 | 5,6 | 1,7 | 0,9 | 0,3 | 13,5 |

#### Playoffs
| Anno     | Squadra        | PG | PT | MP   | TC%  | 3P%  | TL%  | RP  | AP  | PRP | SP  | PP   |
| -------- | -------------- | -- | -- | ---- | ---- | ---- | ---- | --- | --- | --- | --- | ---- |
| 2001     | Indiana Pacers | 3  | 0  | 13,3 | 15,4 | 0,0  | 50,0 | 1,3 | 1,0 | 0,0 | 0,0 | 1,7  |
| 2003     | Indiana Pacers | 6  | 0  | 17,2 | 21,2 | 0,0  | 66,7 | 3,7 | 0,8 | 1,0 | 0,5 | 3,0  |
| 2004     | Indiana Pacers | 16 | 2  | 26,7 | 42,9 | 40,0 | 54,5 | 6,4 | 0,8 | 1,4 | 0,6 | 9,5  |
| 2007     | G.S. Warriors  | 11 | 5  | 23,8 | 39,8 | 39,5 | 63,3 | 4,6 | 0,5 | 0,5 | 0,6 | 10,2 |
| 2011     | Denver Nuggets | 5  | 0  | 14,0 | 45,5 | 50,0 | 75,0 | 1,4 | 1,0 | 0,6 | 0,0 | 5,6  |
| 2012     | Denver Nuggets | 7  | 0  | 23,3 | 32,0 | 28,6 | 66,7 | 4,3 | 0,9 | 0,4 | 0,1 | 9,7  |
| 2014     | Wash. Wizards  | 7  | 0  | 8,4  | 40,0 | 0,0  | 71,4 | 2,3 | 0,0 | 0,4 | 0,0 | 2,4  |
| Carriera | Carriera       | 55 | 7  | 20,4 | 37,4 | 31,7 | 60,5 | 4,2 | 0,7 | 0,8 | 0,4 | 7,3  |

## Palmarès
- McDonald's All-American Game (1998)